# Longe de porc
La longe de porc est chacun des deux morceaux de viande de porc situés à côté de l'épine dorsale et au-dessus, à l’extérieur des côtes du porc. Il est généralement de forme cylindrique. On le trouve souvent séché à l'air libre ou préparé en marinade. Dans la cuisine espagnole, on le trouve souvent sous la forme d'un petit sandwich appelé montadito de lomo.

## Caractéristiques
Il est généralement préparé frit, grillé ou rôti et est souvent accompagné de pommes de terre frites en guise de garniture. En Espagne, il est très courant d'utiliser des longes marinées, qui sont ensuite incluses dans des sandwichs. En d'autres occasions, il est généralement préparé farci de légumes. L'une des préparations les plus courantes est farcie, c'est-à-dire séchée à l'air. La longe de porc est généralement coupée en fines tranches et servie dans des tapas ou des sandwichs. Bien qu'il soit traditionnellement consommé sous forme de saucisse, il peut également être consommé en filets. Dans la poêle avec de l'ail, grillé ou grillé seul, dans des ragoûts comme à la mode Rioja. C'est le faux-filet désossé et il pèse environ 2 kg.
Au Chili, on prépare habituellement des sandwichs avec ce produit, appelés lomito (à ne pas confondre avec le filet de bœuf), de la même manière que le churrasco de bœuf. Au Venezuela, plus précisément dans l'État de Lara, on prépare habituellement le lomo prensado, qui consiste en un morceau de longe de porc fortement assaisonné, placé dans une presse en bois pendant 24 heures, puis sauté dans l'huile.